# سدم منفصل القنابات
السُدم المنفصل القنابات (باللاتينية: Sedum schizolepis) نوع نباتي يتبع جنس السدم من الفصيلة المخلدية.

## الموئل والانتشار
موطنه بلاد الشام.